# Pycnocycla flabellifolia
Pycnocycla flabellifolia är en flockblommig växtart som beskrevs av Pierre Edmond Boissier. Pycnocycla flabellifolia ingår i släktet Pycnocycla och familjen flockblommiga växter. Inga underarter finns listade i Catalogue of Life.